# Kmitání

Kmitání závaží na pružině

Kmitání (též oscilace nebo kmitavý děj) je časová změna, veličiny vykazující opakování nebo tendenci k němu (typicky okamžité výchylky).
Kmitající systém se často nazývá oscilátor.
Dochází-li k přenosu kmitání prostorem, hovoří se o vlnění (např. mechanické nebo elektromagnetické vlnění).

## Výskyt kmitání
Kmitání se vyskytuje v různých oblastech.
Pravděpodobně nejznámější je mechanické kmitání (též kmitavý pohyb, oscilační pohyb nebo vibrace), což je mechanický pohyb hmotného bodu nebo tělesa, při kterém je hmotný bod nebo těleso vázáno na určitou rovnovážnou polohu. Hmotný bod se při svém pohybu vzdaluje od této rovnovážné polohy pouze do určité konečné vzdálenosti. Příkladem kmitavého pohybu je pohyb kyvadla. Kmitající veličinou nemusí být pouze poloha tělesa (též okamžitá výchylka), ale např. hustota látky, tlak (hovoří se o pulzaci) nebo jiná mechanická veličina (rychlost, zrychlení).
Kmitání se také často vyskytuje u elektrických obvodů (viz např. elektronický oscilátor). Kombinace elektrických a mechanických kmitů se využívá v mikrofonu.
S kmitáním se lze setkat také v optice nebo kvantové fyzice.
Mimo fyziku se lze s kmitáním setkat také při studiu klimatických změn, v chemii, v biologických nebo sociálních systémech jako je například hospodářský cyklus.

## Základní vlastnosti kmitání
Základní vlastnosti a terminologie kmitavého děje lze demonstrovat na příkladu mechanického kmitavého pohybu.
Kmit, kyv
Kmitající hmotný bod (těleso) vykoná jeden kmit, pokud projde celou dráhu a vrátí se do své původní polohy při stejné orientaci pohybu. Polovina kmitu, např. přechod z jedné krajní polohy do druhé nazýváme kyv. U obecného kmitavého děje lze za jeden kmit považovat návrat do původního stavu systému.
Např. při vychýlení mechanického oscilátoru (např. hmotný bod zavěšený na pružině) a jeho uvolnění dojde k průchodu rovnovážnou polohou do určité maximální vzdálenosti na opačné straně a opětovnému průchodu rovnovážnou polohou zpět do původní polohy. Tento pohyb tedy představuje jeden kmit.
Oscilátor
Objekt, který kmitá (osciluje), nebo ve kterém probíhají kmitavé pohyby, se nazývá oscilátor.
Uvedeme-li mechanický oscilátor do pohybu vychýlením hmotného bodu v rovnovážné poloze, bude se hmotný bod pohybovat z rovnovážné polohy do maximální výchylky (amplitudy), poté zpět do rovnovážné polohy, jíž projde a bude pokračovat do maximální výchylky na opačné straně, odkud se vrátí zpět do rovnovážné polohy, čímž uzavře jeden kmit.
Čas
Doba, která je nezbytná k vykonání jednoho kmitu se nazývá perioda kmitu.
Počet kmitů za časovou jednotku (obvykle jednu sekundu) je označován jako frekvence kmitů.
Poloha
Okamžitá poloha hmotného bodu nebo tělesa při mechanickém kmitání, kterou zaujímá vzhledem k rovnovážné poloze, se označuje jako okamžitá výchylka (též elongace). Právě okamžitá výchylka je veličinou, která se s časem periodicky mění. U obecného kmitavého děje je okamžitou výchylkou odchylka aktuální hodnoty kmitající veličiny v daném čase od rovnovážné polohy této veličiny.
Absolutní hodnota okamžité výchylky se nazývá velikostí okamžité výchylky.
Skládání, modulace
Kmitavé pohyby lze skládat (viz např. Skládání pohybů), případně lze užít harmonické analýzy k určení kmitavých pohybů, z nichž se výsledný pohyb skládá. Tyto znalosti lze potom využít např. k modulaci kmitů.

## Rozdělení kmitání
Kmitající systém je obvykle popisován pomocí diferenciální rovnice nebo soustavy diferenciálních rovnic. Kmitání lze rozdělit na
- lineární – kmitání lze popsat lineární diferenciální rovnicí nebo soustavou lineárních diferenciálních rovnic (např. harmonické kmitání),
- nelineární – kmitání nelze popsat lineární diferenciální rovnicí nebo soustavou lineárních diferenciálních rovnic.

Podle počtu stupňů volnosti se kmitající systémy dělí na systémy s jedním, dvěma, třemi nebo více stupni volnosti. Počet rovnic popisujících kmitání je roven počtu stupňů volnosti.
Kmitání lze z kinematického hlediska rozdělit následujícím způsobem.
- periodické – kmity se opakují po určitém časovém intervalu. Při periodickém pohybu se systém po určitém čase navrátí zpět do původního stavu. Periodické kmity lze dále rozdělit na
  - harmonické – Harmonický kmit je periodický pohyb, který lze vyjádřit ve tvaru {\displaystyle y=A\sin(\omega t+\varphi )}.
  - neharmonické – Není-li možné vyjádřit periodický pohyb jako harmonický, nazýváme jej anharmonickým pohybem.
- neperiodické (aperiodické) – sem lze zařadit např. přímočarý pohyb nebo neperiodické tlumené kmity.

Podle tlumení kmitů lze kmitání dělit na
- netlumené – při kmitání nedochází ke ztrátě energie,
- tlumené – při kmitání se část energie kmitů ztrácí (např. v důsledku tření nebo odporu prostředí), což ovlivňuje kmitání (postupným zmenšování amplitudy a zvyšováním periody)

Působení vnější síly na kmitající systém se označuje jako buzení (též budící nebo vynucující síla). Buzení se rozlišuje
- deterministické – často studovanými případy deterministického buzení je harmonické buzení nebo periodické buzení
- stochastické (náhodné)

Podle vlivu buzení lze kmitání dělit na:
- volné – kmitání soustavy bez působení vnějších sil, tzn. soustava je vychýlena z rovnováhy, uvolněna a ponechána v pohybu bez působení buzení. Volné kmitání je popsáno homogenními diferenciálními rovnicemi. U lineárního kmitání jsou volné kmity lineární kombinací vlastních kmitů.
- vlastní – kmitání soustavy, na kterou nepůsobí buzení. Vlastní kmity jsou vlastní čísla získaná řešením diferenciální rovnice popisující dané kmitání. Frekvence vlastních kmitů se označuje jako vlastní frekvence.
- nucené  – kmitání je buzeno.

## Skládání kmitů
Pro lineární kmitání platí, že probíhá-li současně několik kmitavých dějů, je výsledný kmitavý pohyb určen součtem (obecně vektorovým) jednotlivých kmitavých dějů. Tato skutečnost je v souladu s principem superpozice. Pro nelineární kmitání nemusí být výsledné kmitání součtem jednotlivých kmitání, z nichž je složeno.

### Skládání lineárních kmitů

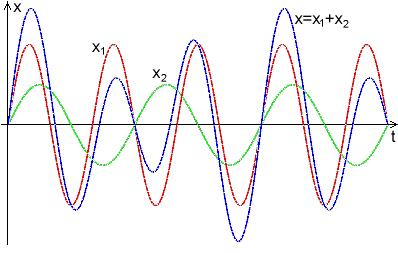
Příklad skládání lineárních kmitů.

Skládání kmitů lze demonstrovat na skládání mechanických kmitavých pohybů.
Mějme např. hmotný bod, který harmonicky kmitá ve směru osy {\displaystyle x} s úhlovou frekvencí {\displaystyle \omega }. Stejný hmotný bod však může kmitat např. podél osy {\displaystyle y} s úhlovou frekvencí {\displaystyle \varphi }. Pohyb hmotného bodu při současném kmitání podél osy {\displaystyle x} s úhlovou frekvencí {\displaystyle \omega } a podél osy {\displaystyle y} s úhlovou frekvencí {\displaystyle \varphi } bude určen superpozicí obou samostatných pohybů.
Máme-li dva kmity ležící v jedné přímce, tzv. rovnoběžné (stejnosměrné) kmity, leží i výsledné kmity na této přímce a výslednou výchylku dostaneme jako algebraický součet jednotlivých výchylek v daném okamžiku.
Pokud leží kmity ve společné rovině, leží v této rovině i výsledné kmity a výslednou výchylku získáme jako vektorový součet jednotlivých výchylek v daném okamžiku. Nejjednodušším případem skládání kmitů ležících v jedné rovině je skládání kolmých kmitů.
Výsledné kmity získané složením harmonických kmitů nemusí být harmonickými kmity.
Všechny periodické kmity lze vyjádřit superpozicí (součtem) určitého (obecně až nekonečně velkého) počtu harmonických kmitů různé amplitudy a frekvence. K rozložení periodického kmitu na jeho harmonické složky se využívá tzv. harmonické analýzy.

### Vektorové znázornění

Vektorové skládání kmitů.

Pro zobrazení skládání kmitů se s výhodou používá vektorové znázornění kmitů.
Např. harmonický kmit zapsaný ve tvaru
{\displaystyle z=A\sin(\omega t+\varphi )}
lze považovat za imaginární část výrazu
{\displaystyle z=A\mathrm {e} ^{\mathrm {i} (\omega t+\varphi )}}
tedy
{\displaystyle z=\Im \left[A\mathrm {e} ^{\mathrm {i} (\omega t+\varphi )}\right]}
Někdy se používá reálná část, tzn.
{\displaystyle z=\Re \left[A\mathrm {e} ^{\mathrm {i} (\omega t+\varphi )}\right]=A\cos(\omega t+\varphi )}
Tento vztah lze graficky zobrazit jako vektor v rovině, jehož poloha v čase {\displaystyle t=0} je dána úhlem {\displaystyle \varphi } vzhledem k vodorovné ose (zde osa x), a který rotuje kolem počátku s úhlovou rychlostí {\displaystyle \omega }.
Zobrazením dvou (nebo i více) kmitavých pohybů najednou a jejich vektorovým sečtením získáme výsledný kmitavý pohyb.

### Skládání rovnoběžných harmonických kmitů
Dva harmonické kmity dané rovnicemi
{\displaystyle {\begin{aligned}x_{1}=A_{1}\sin(\omega _{1}t+\varphi _{1})\\x_{2}=A_{2}\sin(\omega _{2}t+\varphi _{2})\end{aligned}}}
probíhají ve směru stejné osy (např. x), pak se nazývají rovnoběžné (stejnosměrné).
Kmitavý pohyb, který získáme složením těchto kmitů lze získat algebraickým sečtením jednotlivých složek, tzn.
{\displaystyle x=x_{1}+x_{2}}
Výsledný kmitavý pohyb je tedy rovnoběžný s původními kmity, z nichž vznikl.

#### Rovnoběžné harmonické kmity se stejnou frekvencí
Mějme dva harmonické kmity se stejnou úhlovou frekvencí {\displaystyle \omega }, tzv. izochronní kmity
{\displaystyle {\begin{aligned}x_{1}=A_{1}\sin(\omega t+\varphi _{1})\\x_{2}=A_{2}\sin(\omega t+\varphi _{2})\end{aligned}}}
Složením těchto rovnoběžných kmitů dostaneme
{\displaystyle x=x_{1}+x_{2}=A_{1}\sin(\omega t+\varphi _{1})+A_{2}\sin(\omega t+\varphi _{2})=A\sin(\omega t+\varphi )},
kde pro výslednou amplitudu {\displaystyle A} platí
{\displaystyle A^{2}=A_{1}^{2}+A_{2}^{2}+2A_{1}A_{2}\cos(\varphi _{2}-\varphi _{1})}
a pro {\displaystyle \varphi } (tzv. fázový posun) platí
{\displaystyle \operatorname {tg} \varphi ={\frac {A_{1}\sin \varphi _{1}+A_{2}\sin \varphi _{2}}{A_{1}\cos \varphi _{1}+A_{2}\cos \varphi _{2}}}}
Fázový posun představuje vzájemné posunutí fází dvou kmitajících složek jediného kmitavého pohybu.
Speciálním případem je skládání kmitů se stejnou (popř. opačnou) fází.
Je-li rozdíl počátečních fází dvou kmitů {\displaystyle \varphi _{2}-\varphi _{1}=2k\pi }, kde {\displaystyle k} je celé číslo, mají oba skládané kmity stejnou fázi. V takovém případě lze položit {\displaystyle \varphi =\varphi _{1}=\varphi _{2}} a amplituda je dána jako {\displaystyle A=A_{1}+A_{2}}. Při vektorovém znázornění leží oba kmity na stejné přímce a mají stejný směr.
Skládáme-li kmity s opačnými fázemi, lze počáteční fáze zapsat jako {\displaystyle \varphi _{1}=\varphi ,\varphi _{2}=\varphi +\pi }. Amplituda kmitu je rovna {\displaystyle A=A_{2}-A_{1}}. Při vektorovém znázornění leží vektory {\displaystyle A_{1}} a {\displaystyle A_{2}} na stejné přímce, ale mají opačný směr. Je-li {\displaystyle A_{1}=A_{2}}, je výsledná amplituda nulová, tzn. {\displaystyle A=0}, tzn. oba kmity se navzájem vyruší.

#### Rovnoběžné harmonické kmity s blízkými frekvencemi
Jedná se o zvláštní případ skládání dvou rovnoběžných harmonických kmitů, které mají různé, ale blízké frekvence.

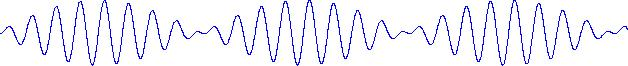
Rázy (zázněje).

Pro zjednodušení předpokládejme, že amplitudy obou kmitů jsou stejné, tj. {\displaystyle A_{0}=A_{1}=A_{2}}, a fázový posun je nulový, tzn. {\displaystyle \varphi =\varphi _{1}=\varphi _{2}}. Hledáme tedy výsledný kmitavý pohyb, který sestává z těchto kmitů
{\displaystyle {\begin{aligned}x_{1}=A_{0}\sin \omega _{1}t\\x_{2}=A_{0}\sin \omega _{2}t\end{aligned}}}
Výsledný kmit lze zapsat ve tvaru
{\displaystyle x=x_{1}+x_{2}=A_{0}(\sin \omega _{1}t+\sin \omega _{2}t)}
Pomocí vhodné substituce lze pravou stranu upravit na
{\displaystyle x=2A_{0}\cos \left({\frac {\omega _{2}-\omega _{1}}{2}}t\right)\sin \left({\frac {\omega _{1}+\omega _{2}}{2}}t\right)}
Pokud se úhlové kmitočty {\displaystyle \omega _{1}} a {\displaystyle \omega _{2}} příliš neliší, pak platí {\displaystyle (\omega _{2}-\omega _{1})\ll (\omega _{1}+\omega _{2})}. To znamená, že kosinus, v němž vystupuje {\displaystyle \omega _{2}-\omega _{1}}, se mění mnohem pomaleji než sinus, v němž vystupuje výraz {\displaystyle \omega _{1}+\omega _{2}}. To nám umožňuje považovat předchozí vztah za kmitání s úhlovou frekvencí {\displaystyle \omega ={\frac {\omega _{1}+\omega _{2}}{2}}\approx \omega _{1}\approx \omega _{2}} s pomalu se měnící amplitudou
{\displaystyle A(t)=2A_{0}\cos \left({\frac {\omega _{2}-\omega _{1}}{2}}t\right)}
Periodické kolísání amplitudy se projevuje tzv. rázy (záznějemi).

### Skládání kolmých harmonických kmitů
Vzájemně kolmé harmonické kmity nelze skládat pouhým algebraickým součtem výchylek, ale je nutné je skládat vektorově.
Příkladem mohou být dva vzájemně kolmé harmonické kmitavé pohyby
{\displaystyle {\begin{aligned}x=A_{1}\sin(\omega _{1}t+\varphi _{1})\\y=A_{2}\sin(\omega _{2}t+\varphi _{2})\end{aligned}}}
Tyto kmity leží v rovině dané osami x a y, výsledné kmity budou také ležet v této rovině.
V jednoduchém případě kmitů o stejné amplitudě {\displaystyle A=A_{1}=A_{2}} a stejných úhlových frekvencích {\displaystyle \omega =\omega _{1}=\omega _{2}} a {\displaystyle \varphi _{1}={\frac {\pi }{2}}} a {\displaystyle \varphi _{2}=0}, se jedná o kmity popsané rovnicemi
{\displaystyle {\begin{aligned}x&=A\sin \left(\omega t+{\frac {\pi }{2}}\right)=A\cos \omega t\\y&=A\sin \omega t\end{aligned}}}
Tyto rovnice však odpovídají rovnicím pro rozklad kruhového pohybu do směrů os pravoúhlé soustavy souřadnic. Výsledný kmitavý pohyb má tedy tvar kružnice.
O tomto tvrzení se lze jednoduše přesvědčit tak, že předchozí rovnice umocníme a sečteme, čímž dostaneme {\displaystyle x^{2}+y^{2}=A^{2}}, což představuje rovnici kružnice o poloměru {\displaystyle A} v rovině, která je určena osami x a y.
Obecně je výsledkem skládání dvou harmonických kmitů o stejné frekvenci pohyb po elipse, která ve zvláštních případech přechází v kružnici nebo úsečku.
Výsledný pohyb při skládání dvou kolmých harmonických kmitů různých frekvencí, amplitud a počátečních fází probíhá jako periodický pohyb po křivkách nazývaných Lissajousovy obrazce (křivky).